# Bröderna Dalton i blåsväder
Bröderna Dalton i blåsväder (Les Dalton dans le blizzard) är ett Lucky Luke-album från 1963. Det är det 22:e albumet i ordningen, och har nummer 25 i den svenska utgivningen.

## Handling
Bröderna Dalton rymmer från fängelset i Texas till Kanada. Lucky Luke spårar dem med hjälp av Ratata och den ridande polisen korpral Pendergast.

## Bild och text
På slutsidorna i den svenskspråkiga versionen visas en svartvit målning, och en text om Kanadas ridande polis.

## Svensk utgivning
- Morris; Goscinny, René, (översättare: Kåre Persson) (1976). Bröderna Dalton i blåsväder. Lucky Lukes äventyr: 25. Stockholm: Albert Bonniers förlag. Libris 7145109. ISBN 91-0-041250-3
- Andra upplagan, 1981, Bonniers Juniorförlag. ISBN 91-48-41250-3
- I Lucky Luke – Den kompletta samlingen ingår albumet i "Lucky Luke 1961-1962". Libris 9683292. ISBN 91-7269-554-4
- Den svenska utgåvan trycktes även som nummer 45b i Tintins äventyrsklubb (1987). Libris 7674062. ISBN 91-7904-228-7